# Гормональный пластырь
Противозачаточный пластырь представляет собой трансдермальный пластырь, наносимый на кожу, который выделяет синтетические гормоны эстроген и прогестоген для предотвращения беременности. Было показано, что они столь же эффективны, как и комбинированные оральные противозачаточные таблетки, при идеальном использовании, а пластырь может быть более эффективным при типичном использовании.
Xulane и Twirla одобрены для использования в США. Evra одобрена для использования в Канаде и продаётся компанией Janssen Inc., и она одобрена для использования в Великобритании и в Европе и продаётся компанией Janssen-Cilag. Пластыри упакованы в коробки по три штуки и доступны только по рецепту.

## Медицинское использование
Поскольку пластырь работает так же, как и противозачаточные таблетки, многие из преимуществ такие же. Например, пластырь может сделать месячные у женщины более лёгкими и регулярными. Он также может помочь очистить прыщи, уменьшить спазмы и уменьшить симптомы ПМС.
Пластырь — это простой и удобный способ контроля рождаемости, требующий еженедельного внимания. Когда женщина перестает использовать пластырь, её способность забеременеть быстро возвращается.

## Побочные эффекты
В трёх крупных клинических испытаниях с участием 3330 женщин, использующих пластырь Ortho Evra / Evra в течение периода до одного года, 12% пользователей прекратили использование пластыря из-за побочных эффектов. Наиболее частыми побочными эффектами, приведшими к отмене пластыря, были: тошнота и/или рвота (2,4%), реакция в месте нанесения (1,9%), дискомфорт в груди, нагрубание или боль (1,9%), головная боль (1,1%) и эмоциональная неустойчивость (1,0%).
Прорывное кровотечение и/или кровянистые выделения при использовании пластыря Ortho Evra / Evra фиксировались: 18% в цикле 1, 12% в цикле 3, 8% в цикле 6 и 13 цикле. Прорывное кровотечение (требуется более одной прокладки или тампона на один день) сообщили: 4% в цикле 1, 3% в цикле 3 и 6 и 1% в цикле 13.
Дополнительная информация о побочных эффектах представлена на этикетке Ortho Evra, а также в инструкции по применению препаратов Evra (SPC) и PIL.

### Взаимодействия и противопоказания
Противозачаточный пластырь и другие комбинированные гормональные контрацептивы противопоказаны женщинам старше 35 лет, курящим сигареты.
Противозачаточный пластырь противопоказан к применению женщинам с индексом массы тела ≥ 30 кг/м2.

### Тромбоэмболия
Все комбинированные гормональные противозачаточные средства дают очень небольшое повышение риска серьёзных или фатальных тромбоэмболических событий. Продолжаются исследования риска тромбоэмболии от Ortho Evra по сравнению с комбинированными пероральными противозачаточными таблетками. Недавнее исследование показало, что у пользователей противозачаточных пластырей может быть вдвое повышен риск нефатальных венозных тромбоэмболических событий по сравнению с женщинами, принимавшими пероральные контрацептивы, содержащие норгестимат, с 35 мкг эстрогена. Однако другое исследование пришло к выводу, что риск нефатальной венозной тромбоэмболии для противозачаточного пластыря аналогичен риску для оральных контрацептивов, содержащих 35 мкг этинилэстрадиола и норгестимат. Противоречие в выводах между двумя исследованиями нелегко разрешить, потому что доверительные интервалы для исследований перекрываются.
В исследованиях с оральными контрацептивами риск сердечно-сосудистых заболеваний (таких как тромбоэмболия) значительно повышается у женщин старше 35 лет, которые также курят табак.
10 ноября 2005 года Ortho McNeil совместно с FDA пересмотрели этикетку для Ortho Evra, включая новое выделенное жирным шрифтом предупреждение о более высоком воздействии эстрогена на женщин, использующих еженедельный пластырь по сравнению с ежедневным приёмом противозачаточных таблеток, содержащих 35 мкг эстрогена, отмечая, что более высокий уровень эстрогена может подвергнуть некоторых женщин повышенному риску образования тромбов. Этикетка была снова пересмотрена в сентябре 2006 года, а 18 января 2008 года FDA снова обновило этикетку, чтобы отразить результаты исследования: «FDA считает, что Ortho Evra является безопасным и эффективным методом контрацепции при использовании в соответствии с этикеткой, которая рекомендует женщинам, у которых есть проблемы или факторы риска для серьезных тромбов, поговорить со своим врачом об использовании Ortho Evra по сравнению с другими вариантами контрацепции».

## Метод использования
Женщина накладывает свой первый пластырь на верхнюю часть руки, ягодицы, живот или бедро в первый день менструального цикла (день 1) или в первое воскресенье после этого дня, в зависимости от того, что она предпочитает. С этого момента день применения известен как день смены пластыря. В следующий день смены пластыря пластырь удаляется и не заменяется. Женщина проводит семь дней без пластыря, а в следующий день смены пластыря накладывает новый пластырь. Были изучены схемы расширенного использования, при которых пластыри используются в течение нескольких недель до недели без пластырей.

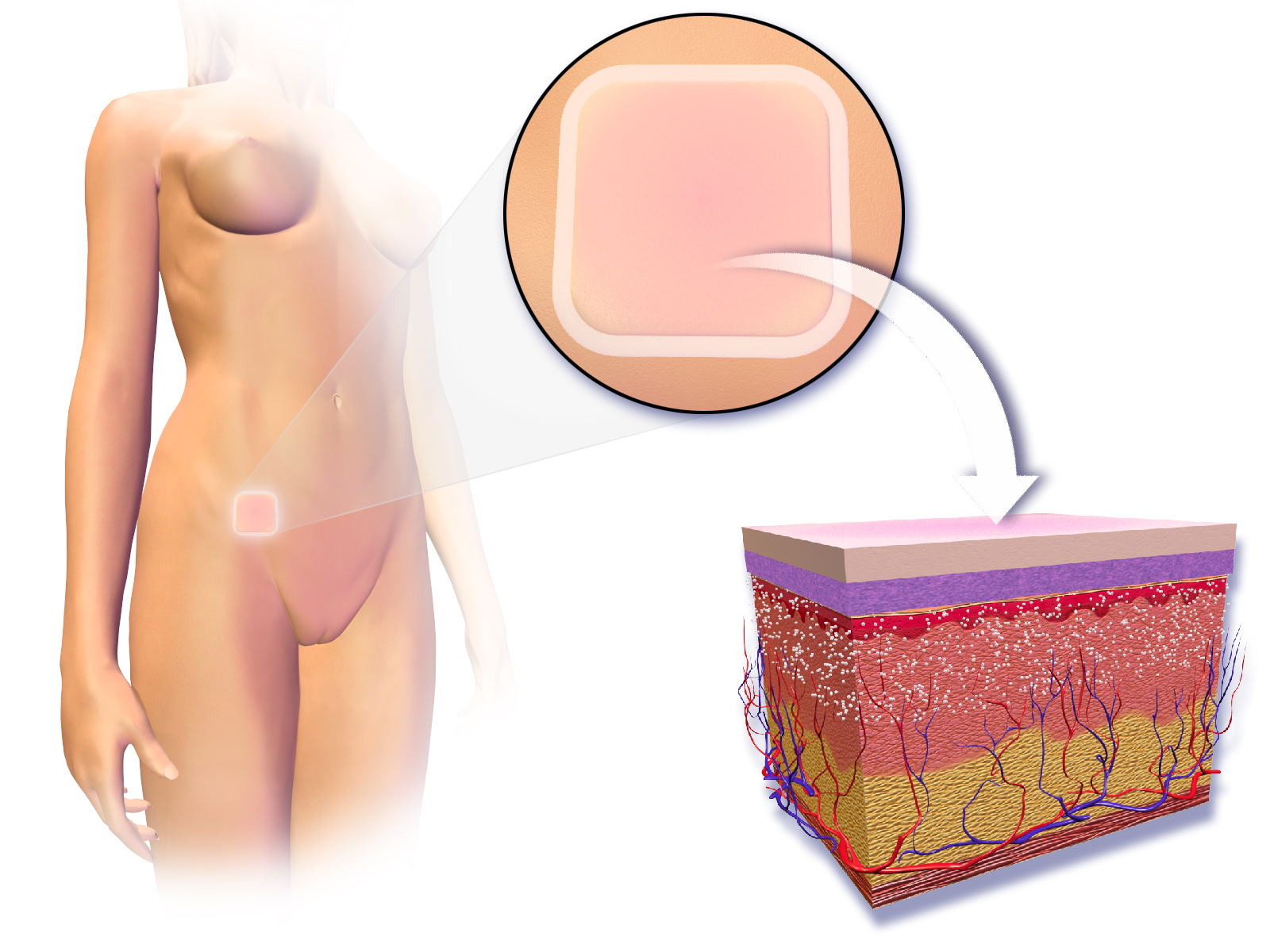
Иллюстрация с изображением трансдермального противозачаточного пластыря.

Пластырь следует наносить на чистую, сухую и неповреждённую кожу. Это означает, что если кожа красная, раздражённая или порезанная, накладывать пластырь на эту область не следует. Кроме того, следует избегать использования лосьонов, пудры или макияжа вокруг области, на которую накладывается или будет помещён пластырь.

## Механизм действия
Как и все комбинированные гормональные контрацептивы, Ortho Evra / Evra работает, прежде всего, путём предотвращения овуляции. Вторичный механизм действия — ингибирование проникновения сперматозоидов за счёт изменений цервикальной слизи. Гормональные противозачаточные средства также влияют на эндометрий, что теоретически может повлиять на имплантацию; однако никакие научные данные не указывают на то, что предотвращение имплантации фактически является результатом их использования.
Контрацептивный пластырь Ortho Evra площадью 20 см2 содержит 750 мкг этинилэстрадиола (эстроген) и 6000 мкг норэлгестромина (прогестин). Противозачаточный пластырь Evra 20 см2 содержит 600 мкг этинилэстрадиола и 6000 мкг норэлгестромина. Противозачаточные пластыри Ortho Evra и Evra предназначены для постепенного высвобождения в системный кровоток приблизительно 20 мкг/день этинилэстрадиола и 150 мкг/день норэлгестромина.